# 感謝祭 (カナダ)
カナダにおける感謝祭（フランス語: Action de grâce）、またはサンクスギビング・デー（フランス語: Jour de l'Action de grâce）は、毎年10月の第2月曜日に開催されるカナダの祝日で、この1年の収穫やその他の祝福に感謝する日。カナダ国外では、別の日に開催されるアメリカの感謝祭と区別するために、カナディアン・サンクスギビング（Canadian Thanksgiving）と呼ばれることもある。
1879年11月6日以来、カナダでは毎年祝日として公式に祝われている。当時、日付は年によって異なり、固定されていなかったが、通常は10月の第2月曜日だった。
1957年1月31日には、当時のカナダ総督のヴィンセント・マッセイが、「カナダに授けられた豊作を全能の神に感謝する日を、10月の第2月曜日に設ける」と宣言した。

## 休日としての取り扱い
カナダの感謝祭は、カナダのほぼ全域において、法律で定められた休日である。プリンスエドワードアイランド州、ニューファンドランド・ラブラドール州、ノバスコシア州、ニューブランズウィック州の各大西洋州では、任意の休日となっている。通信業や銀行業など連邦政府によって規制されている企業では、どこでも休日として認められている。

## 伝統的な休日
典礼的な祭りとして、感謝祭は英国およびヨーロッパ大陸の収穫祭に相当するものであり、その時には教会がコルヌコピア、カボチャ、トウモロコシ、小麦の束、その他の収穫されたもので飾られる。感謝祭の週末の日曜日には、英国やヨーロッパの収穫に感謝する歌が歌われる。
実際の感謝祭は月曜日だが、カナダ人はその長い週末の間は、どの日でも感謝祭のごちそうのために集まることがある。ただし、日曜日が最も一般的であると考えられている。感謝祭で伝統的に食べられる食べ物には、七面鳥の丸焼き、丸焼きの中の詰め物、グレイビーソースを添えたマッシュポテト、サツマイモ、クランベリーソース、スイートコーン、さまざまな秋の野菜（さまざまな種類のカボチャが主だが、芽キャベツも含まれる）、パンプキンパイなどがある。焼きハムやアップルパイもかなり一般的で、また、各地域の郷土料理やデザートとして、鮭、野生のジビエ、ジグスディナーとエンドウ豆のプディング、バタータルト、ナナイモバーなども食べられる。
カナディアンフットボールでは、サンクスギビングデー・クラシックと呼ばれるカナディアン・フットボール・リーグのダブルヘッダーが、全国的に放映される。試合が月曜日の午後に行われる2つの週のうちの1つであり、 もう1つはレイバーデー・クラシックである。

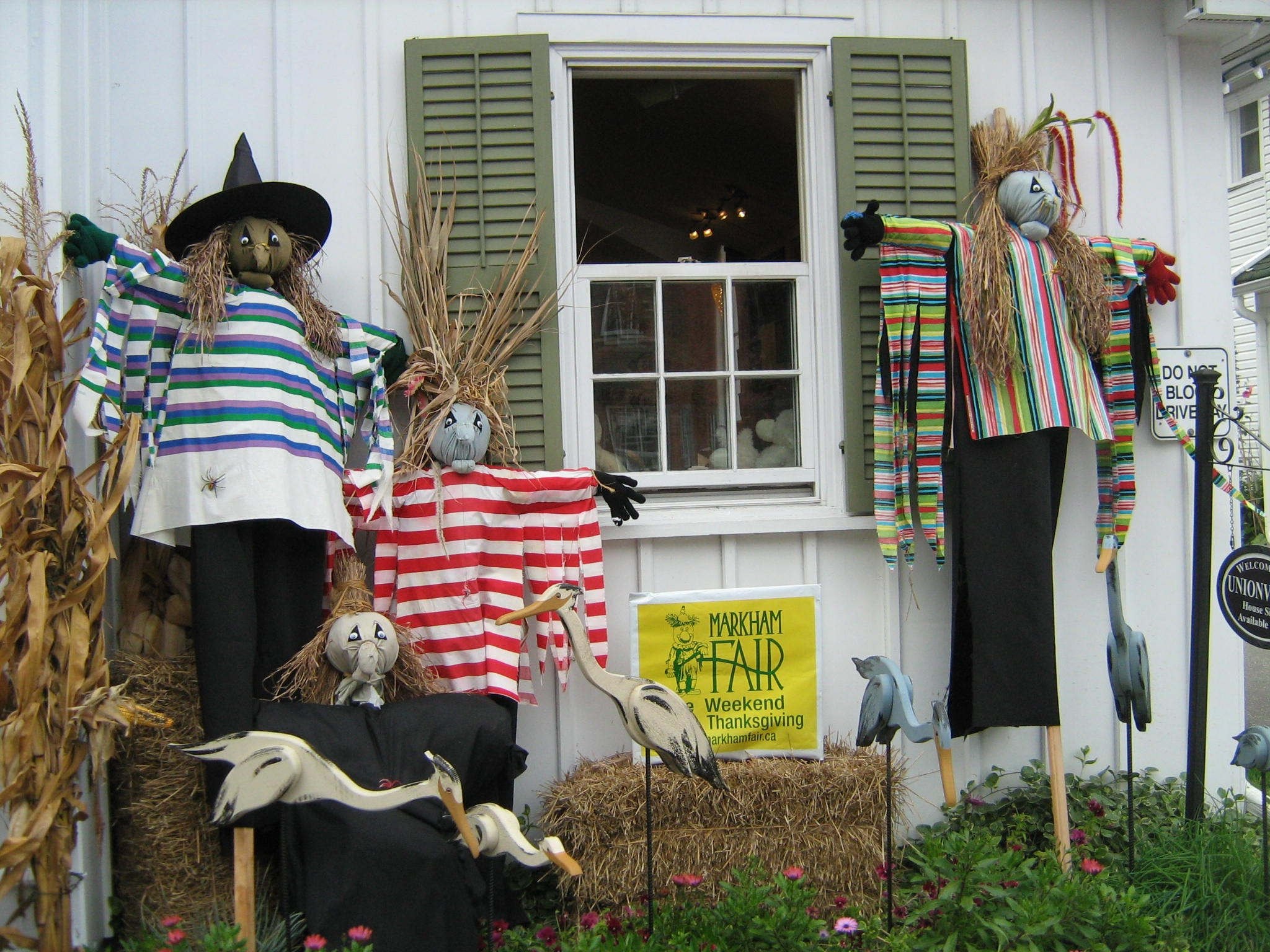
マーカム・フェアに展示されているかかし。感謝祭まで1週間には、いくつかのコミュニティでフェアが開催される。

カナダのいくつかのコミュニティでも、休日までの１週間やその当日に、イベントが開催される。マーカム・フェアは、感謝祭の前の週の週末に開催される毎年恒例の農業祭・収穫祭である。キッチナー・ウォータールー・オクトーバーフェストでは、休日に感謝祭のパレードが開催される。テレビ局CTVでは遅延放送される。パレードには、山車、地域の市民、地元のパフォーマー、マーチングバンドなどが参加する。
カナダの感謝祭は、アメリカ合衆国のコロンブス・デー／先住民の日と偶然同じ日になっている。そのため、カナダからの観光客が多いアメリカの町では、感謝祭/コロンブス・デーの週末に、秋の祭りを開催することがよくある。例えば、ニューヨーク州エリコットビルの秋祭りは、カナダ人が「毎年恒例の巡礼」をする場所と言われている。長期休暇中には、アメリカの消費税や物価が安いため、カナダからの買い物客が国境の町の食料品店で増加することがよくある。

## 歴史

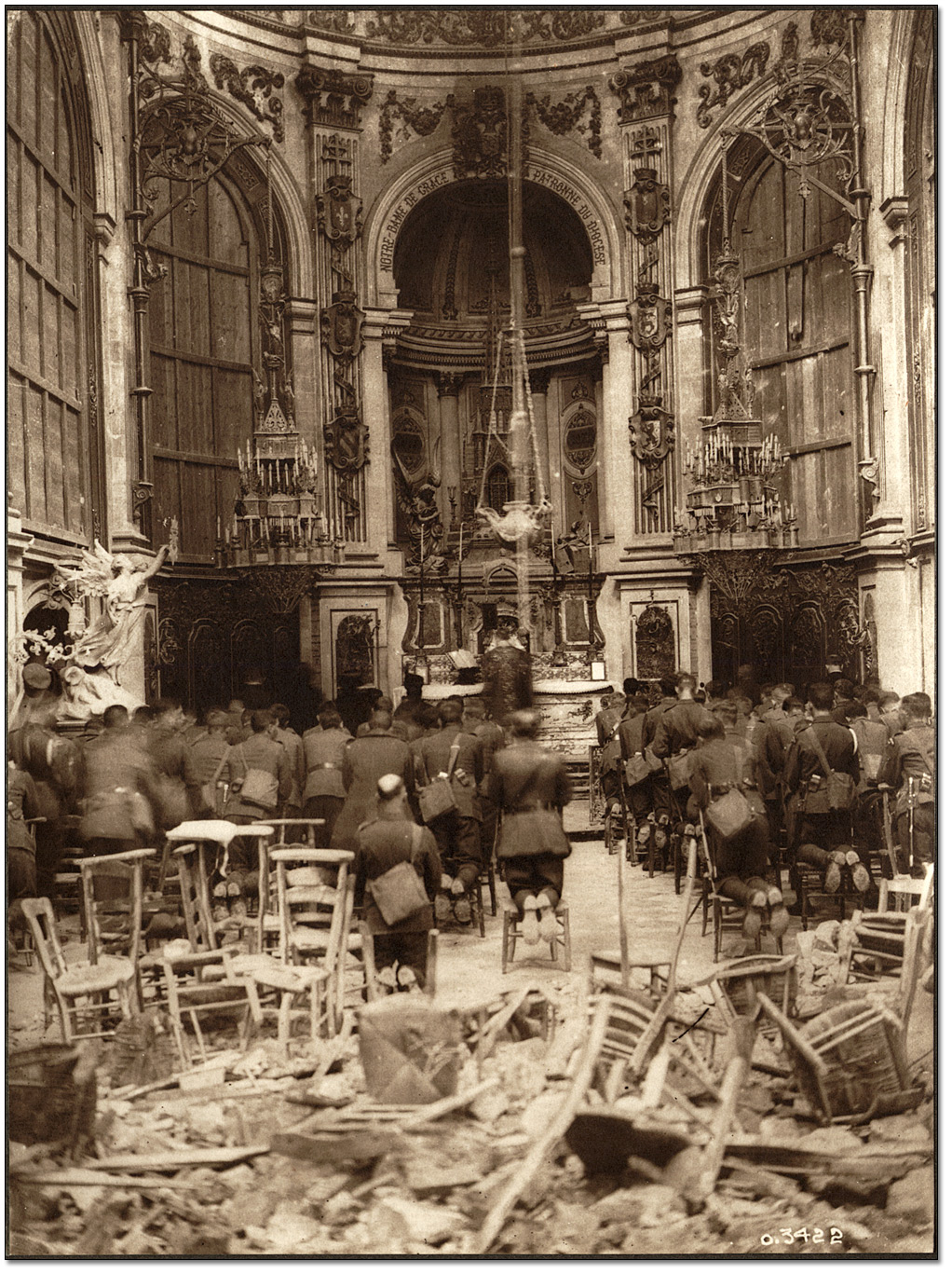
爆撃されたフランスのカンブレー大聖堂にて、感謝祭のミサに出席するカナダ軍の兵士たち（1918年10月）

一部の歴史家によると、北米で初めて感謝祭を祝ったのは、マーティン・フロビッシャーが北西航路を探してイングランドから旅立った1579年の航海の途中だった。彼にとって3回目となったこの旅は、現在のヌナブト準州にあるバフィン島のフロビッシャー湾地域を目指し、そこで小さな入植地を始めることを意図していた。15隻の艦隊には、当初、人員・資材・食料が装備されていたが、氷との接触によって１隻の船を失い、同時に建築資材の多くを失ったことで、それを実現することはできなかった。この遠征では、氷や異常な嵐に悩まされ、一時は艦隊が散り散りになった。フロビッシャー湾の停泊地で再開した時には、『女王陛下の顧問によって彼らの大臣と説教者に任命された学識のある男、メイスター・ウォルフォールは、船員たちに敬虔な説教を行い、特に危険な場所での奇妙で奇跡的な救出については、神に感謝するように勧めた』と、されている 。そして、彼らは聖餐を共に祝福したが、これは『神の神秘を祝うことは、すべての地区でこれまでに知られてきたキリストの名前・死・情熱に対する、最初の証であり、それを測るものであり、それを確認するものだった。』と、記録されている。（フロビッシャーが到着した数十年前の16世紀半ばに、スペイン人がヌエバ・エスパーニャにおいて同様の儀式を行なっていたことから、フロビッシャーの儀式が北米大陸で最初であるという説には異論もある。）
数年後には、探検家サミュエル・ド・シャンプランと共に1604年から海を渡りカナダに到着したフランス人入植者も、感謝の祝宴を開催した。彼らはOrdre du Bon-Tempsという組織を作り、先住民の隣人たちとの祝宴が開き、そこで食べ物を共有した。
七年戦争が1763年に終わり、ヌーベルフランスがイギリスに引き渡されると、ハリファックスの市民は、感謝祭を特別な日とした。感謝祭の日は1799年から記録されているが、毎年あった訳ではない。
アメリカ独立戦争の間およびその後には、イギリスへの忠誠を守っていたアメリカ難民が、新たに独立したアメリカ合衆国からカナダへと移住した。この移住により、七面鳥やカボチャなど、アメリカの感謝祭の慣習がカナダにも広まった。
ただ、ローワー・カナダとアッパー・カナダでは、異なる日に感謝祭を祝っていた。例えば、1816年には、1812年に始まったフランス・米国・英国間の米英戦争の終結を祝う感謝祭が行われたが、ローワー・カナダでは5月21日、アッパー・カナダでは6月18日（ウォータールー・デー）に感謝祭を祝っていた。1838年のローワー・カナダでは、ローワーカナダの反乱の終焉を祝うために、感謝祭が使われた。反乱の後、2つのカナダは統一され、統一後はカナダ連合となったが、1850年から65年の間には感謝祭は6回開かれている。この期間中、感謝祭は平日に行われる厳粛なお祝だった。
カナダが自治領となって最初の感謝祭は、1872年4月5日の祝日に行われ、プリンス・オブ・ウェールズ（後のエドワード7世）が深刻な病気から回復したことを祝った。
1879年に感謝祭が国民の祝日として宣言されたが、それまでの数年間は、感謝祭は10月下旬または11月上旬に祝われていた。 1879年以降は、感謝祭が毎年行われたが、当初は11月の木曜日に祝われていた。第一次世界大戦後、1921年には休戦記念日法の改正により休戦記念日（アーミスティス・デー）が定められ、感謝祭と共に11月11日の週の月曜日に祝われることが定められた。10年後の1931年には、その2日は別々の休日となり、休戦記念日はリメンブランス・デーと呼ばれるようになった。 1931年から1957年までは、日付が布告によって指定され、総選挙のために移動された1935年以外は、通常10月の第2月曜日とされた 。1957年、議会は、感謝祭を10月の第2月曜日とすることを決定。感謝祭のテーマは毎年変わり、その時に感謝すべき重要なイベントを反映している。初期は豊作に感謝していたが、特別な記念日として祝われることもあった。
感謝祭を一緒に祝うために、親戚が遠くから集まることはよくある。2020年のCOVID-19パンデミックの時期には、感謝祭後に感染が著しく増加したが、人が集まったこととの関連性が陽性者の追跡調査により確認された。

## 関連するページ
- Canadaポータル
- 感謝祭
- クリスマス
- カナダの休日